# Lola Bunny
Uzasadnienie: To jest ta sama postać, hasło jest zintegrowane na większości innych interwiki, w tym en
Króliczka Lola – fikcyjna króliczka ze studia Warner Bros. Jest zakochana w Króliku Bugsie.
Pierwszą, a zarazem jedyną główną rolą Loli była rola w filmie Kosmiczny mecz, w którym głosu użyczyła jej Kath Soucie. Jej nieprawdopodobne umiejętności koszykarskie dają jej miejsce w drużynie Tune Squad, w której z innymi bohaterami Looney Tunes oraz Michaelem Jordanem walczy z Potworami o wolność. Tune Squad wygrywa, a Lola zakochuje się w Bugsie. Choć początkowo ignorowała jego zaloty, ostatecznie pokochała go po tym, gdy uratował on ją przed zgnieceniem przez spadającego na nią zawodnika przeciwnej drużyny. Zamiast niej, to Bugs zostaje zgnieciony przez przeciwnika, a Lola – widząc jego heroizm – postanawia związać się z nim.
Obecność Loli w Kosmicznym meczu zaczęła przeradzać się w ogromne spory pomiędzy fanami Looney Tunes. Wielu udowadniało, że cały film był nieudany z powodu „poprawienia” wyglądu bohaterów. Innym argumentem był fakt, że Lola jest „silną, niezależną kobietą” oraz fakt, że przez cały mecz nie doznała żadnej kontuzji, urazu, nie została zmieniona i ani na moment nie zeszła z boiska. Kolejnym argumentem wśród fanów przeciwko postaci Loli jest fakt, że Bugs już wcześniej był zakochany w Króliczce Honey i wielu innych dziewczynach, a w dodatku wobec Loli nie był szowinistą i prostakiem, choć przedtem tak właśnie był ukazywany.
Mimo pogłosek, że może ona zabrać któremuś z głównych bohaterów Looney Tunes sławę, Lola występowała później jeszcze tylko w kilku grach wideo; pojawia się też sporadycznie w comiesięcznie wydawanych przez DC Comics komiksach. Dzisiaj Lola ma zarówno wielu fanów, jak i anty-fanów, jednakże niewiele osób kojarzy ją z innych niż Kosmiczny mecz filmów. W późniejszym czasie Lola otrzymała rolę spikerki w wiadomościach SałataNN w filmie Tweety – Wielka podróż. Wystąpiła również u boku Bugsa w jednej z internetowych kreskówek Looney Tunes udostępnianych na looneytunes.com pt. Dating Do’s and Don’ts, gdzie w czymś na kształt filmu edukacyjnego z lat 50. Bugs miał zaprosić ją na randkę. Na drodze stanęli mu jednak Elmer oraz tata Loli.
Spór wokół Loli toczył się również o jej występ w filmie Looney Tunes znowu w akcji, który stworzono, „aby naprawić” – jak mówił reżyser Joe Dante – „zmiany charakteru postaci dokonane w «Kosmicznym meczu»”. Bugs zapewnia, że niepotrzebna mu jest żadna filmowa dziewczyna, deklarując gotowość do odgrywania zarówno męskich, jak i żeńskich ról.
Głos Loli w wersji polskiej w Kosmicznym meczu podkłada Elżbieta Jędrzejewska, w filmie Tweety: Wielka podróż – Monika Wierzbicka, a w serialu Looney Tunes: Maluchy w pieluchach – Barbara Kałużna.
Następnie Lola pojawiła się w serialu The Looney Tunes Show (gdzie głosu użyczyła jej w oryginale Kristen Wiig, a w wersji polskiej Agnieszka Kunikowska). Tym razem jednak twórcy serialu zupełnie zmienili osobowość jej postaci. W The Looney Tunes Show Lola jest stereotypową blondynką, która mówi dużo i bezsensownie, często zmienia zdanie i posiada ogromne braki w wykształceniu, m.in. myląc przy tym Wieżę Eiffla z kompleksem Stonehenge. W porównaniu z Kosmicznym Meczem, nastąpiło również swoiste odwrócenie ról – teraz to Lola ugania się za Bugsem (niekiedy wręcz prześladując go), podczas gdy Bugs zarzeka się, że nie jest ani nie będzie ona jego dziewczyną.
Lola pojawiła się też w Nowych zwariowanych melodiach: najpierw w drugiej części odcinka Powrót królika jako tzw. Smocza Matula, a następnie w odcinkach Wyścig z przeszkodami i Wyrolkowana Rhoda, gdzie rywalizowała z Rhodą Łomot (zamiast Bugsa), która była jej idolką. Głosu użyczyła jej w wersji oryginalnej, podobnie jak w Kosmicznym meczu Kath Soucie, a w wersji polskiej – ponownie Agnieszka Kunikowska.